# 宋泰坤
宋泰坤（송태곤，1986年9月8日—），韩国全罗北道金堤市人，围棋职业九段棋手。4岁半在水原名人围棋教室开始学棋，许壮会八段弟子，1999年入段。2001年夺得第2届新锐连胜最强战冠军，当年被评为围棋文化奖最佳新锐棋手，进入第6届三星杯本赛，同年升二段。2002年三段，2003年夺得第7届韩国天元战冠军，打进第7届LG精油杯四强，第13届新人王战冠军，第22届棋王战冠军，同年7月获得第16届富士通杯亚军，升为五段。2004年获得第17届富士通杯季軍，进入应氏杯四强，三星杯八强，国际新锐对抗赛三连胜。2005年进入第18届富士通杯四强。2006年在棋圣战挑战者决定战中不敌安祚永。